# Powidz (województwo wielkopolskie)
Powidz (niem. Powedist) – wieś (dawniej miasto) w Polsce, położona w powiecie słupeckim, w województwie wielkopolskim, siedziba gminy Powidz.
Powidz uzyskał lokację miejską w 1243 roku, zdegradowany w 1934 roku. Miasto królewskie należące do starostwa powidzkiego, w drugiej połowie XVI wieku leżało w powiecie gnieźnieńskim województwa kaliskiego.
| SIMC    | Nazwa          | Rodzaj                 |
| ------- | -------------- | ---------------------- |
| 0300759 | Dolina         | część wsi              |
| 0300890 | Ługi           | część wsi (do 2023 r.) |
| 0300765 | Powidz-Osiedle | część wsi (do 2023 r.) |

## Historia

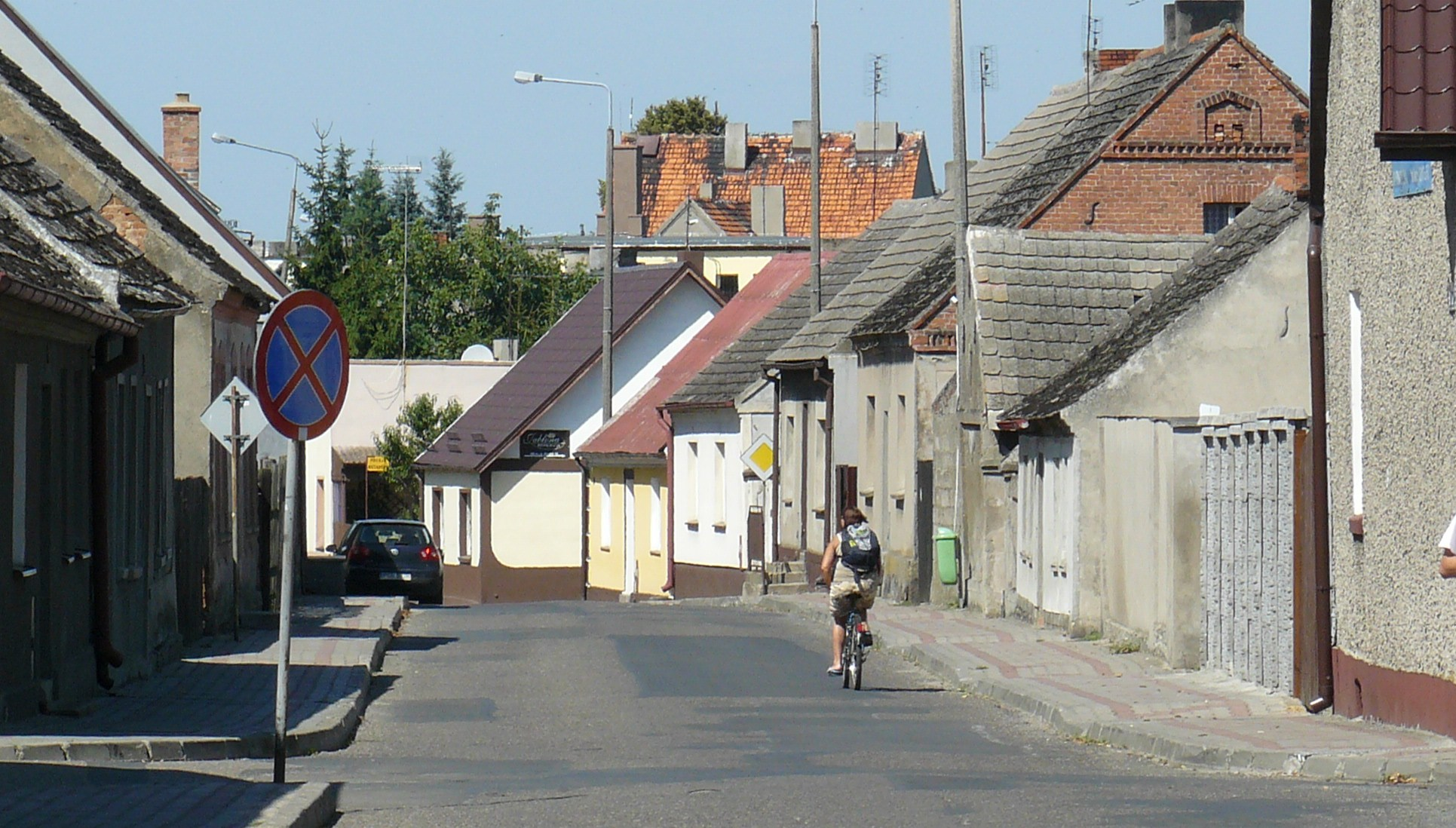
Zabudowa małomiasteczkowa

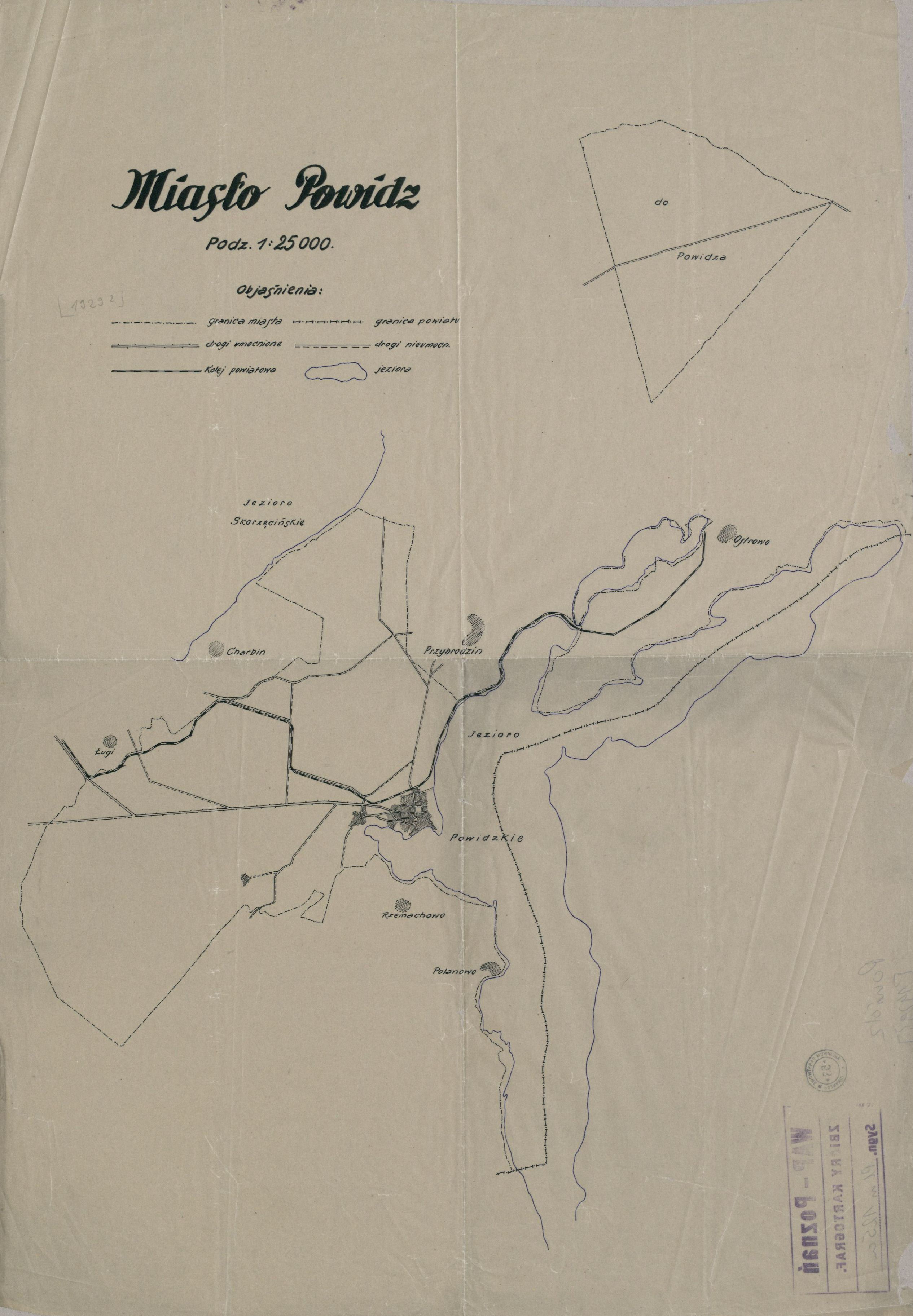
Mapa – Powidz i okolice, 1919 r. (miejsce przechowywania: Archiwum Państwowe w Poznaniu).

8 czerwca 1243 książę Bolesław Pobożny zezwolił wójtowi Baldwinowi lokować w Powidzu osadę na prawie niemieckim. Powierzchnię osady określono na 56 łanów, co znaczyło, że była ona przeznaczona dla 200–300 mieszkańców. Nie jest jednak jasne, czy wystawiony przez księcia dokument lokował osadę o charakterze miejskim, czy wiejskim. Za pierwszą tezą świadczyłyby planowane rozmiary osady, przeciw – niewytłumaczalnie wczesna data lokacji położonej na uboczu szlaków handlowych osady, wyprzedzająca lokację czołowych ośrodków miejskich w Wielkopolsce (Poznań, Kalisz). Nie jest również wykluczone, że do lokacji w ogóle nie doszło. Następna wzmianka o Powidzu jako o mieście pochodzi dopiero z 1352.
W 1454 roku został zniszczony przez Krzyżaków, którzy uprowadzili także jego mieszkańców. W tym samym roku Kazimierz IV Jagiellończyk potwierdził przywileje miejskie, uzupełniając je m.in. prawem połowu ryb w Jeziorze Powidzkim. W XV wieku istniała tu szkoła podległa Akademii Krakowskiej (stąd powiedzenie: „Dokąd idziesz? – Do Powidza po rozum”).
Około 20 kwietnia 1769 roku doszło pod Powidzem do potyczki pomiędzy konfederatami barskimi, dowodzonymi przez Antoniego Morawskiego, a wojskami rosyjskimi.
W latach 1793–1815 był stolicą powiatu. Liczył wówczas około 600 mieszkańców.
W okresie zaborów, kiedy przez Jezioro Powidzkie biegła granica prusko-rosyjska, Powidz, leżący wówczas na terenie Prus, był punktem przerzutowym ochotników udających do walk podczas powstania listopadowego i styczniowego.
W 1864 roku miasto posiadało już 1314 mieszkańców.
28 grudnia 1918 roku w Powidzu zorganizował się oddział ochotników, który następnego dnia rozbroił pluton niemieckiej straży granicznej, stacjonujący w Anastazewie i Szydłowcu. Powstańcy z Powidza uczestniczyli potem w późniejszych walkach na froncie powstania wielkopolskiego.
Pod koniec 1944 roku lasy otaczające Powidz były terenem działalności radzieckich grup zwiadowczych.
W okresie PRL-u we wsi powstał tartak Wielkopolskiego Przedsiębiorstwa Przemysłu Drzewnego.
W latach 1975–1998 miejscowość położona była w województwie konińskim.

## SZ RP
Po II wojnie światowej w okolicy Powidza utworzono lotnisko wojskowe. Aktualnie korzysta z niego 33 Baza Lotnictwa Transportowego.

## Atrakcje turystyczne i przyrodnicze
- położenie nad Jeziorem Powidzkim
- otoczenie parku krajobrazowego
- przebiegająca trasa Gnieźnieńskiej Kolei Wąskotorowej (stacja Powidz), od 2015 linia nieczynna
- kościół parafialny pod wezwaniem św. Mikołaja z 2 połowy XIX wieku (nr rej.: 339/81 z 21.05.1984 r.).
- dom grzebalny, nr rej.: j.w.

## Słynni powidzanie
- Jan Kanty Szwedkowski – malarz
- Ignacy Zielewicz – chirurg